# Meristhus lepidotus
Meristhus lepidotus là một loài bọ cánh cứng trong họ Elateridae. Loài này được Palisot de Beauvois miêu tả khoa học năm 1805.